# Malinao (Albay)
Malinao (Bayan ng Malinao) är en kommun i Filippinerna. Kommunen ligger på ön Luzon, och tillhör provinsen Albay. Folkmängden uppgår till 45 301 invånare (folkräkning 2015).

## Barangayer
Malinao är indelat i 29 barangayer.
| - Awang - Bagatangki - Balading - Balza - Bariw - Baybay - Bulang - Burabod - Cabunturan - Comun - Diaro - Estancia - Jonop - Labnig - Libod | - Malolos - Matalipni - Ogob - Pawa - Payahan - Poblacion - Bagumbayan - Quinarabasahan - Santa Elena - Soa - Sugcad - Tagoytoy - Tanawan - Tuliw |